# Legg Mason
Legg Mason, Inc. (NYSE : LM ) är ett amerikanskt mäklarföretag med fokus på kapitalförvaltning och betjäning av kunder över hela världen. Legg Mason erbjuder produkter i aktier och räntebärande instrument, liksom inhemsk och internationell likviditetshantering och alternativa.

## Historik
Legg Masons rötter kan spåras till grundandet av två mäklarfirmor. Den första, Mackubin & Company (senare Legg & Company), grundades i Baltimore av George Mackubin 1899. Den andra, Mason & Company, grundades i Newport News, Virginia, av Raymond A. Mason 1962. År 1970 gick de två företagen samman till Legg Mason & Company med huvudkontor i Baltimore.

### Tidslinje
- 1899: George Mackubin & Co., föregångaren till Legg & Co., grundat i Baltimore, Maryland. År 1970 hade det kontor i San Francisco, New York, samt flera i Maryland, med över 400 anställda. Det var bäst känt för sin expertis inom liv- och olycksfallsförsäkringsbranschen.
- 1962: Mäklarfirma Mason & Co. grundas av Raymond A. "Chip" Mason i Newport News, Virginia.
- 1967: Mason & Co., med över 80 anställda på 4 kontor, blir en av de tre största av 15 Virginiabaserade mäklarfirmor.
- 1970: Mason & Co. förvärvas av Legg & Co för att bilda Legg Mason & Co., Inc., med huvudkontor i Baltimore, Maryland.
- 1975: Raymond A. Mason blir ordförande och VD för Legg Mason & Co., Inc.
- 1982: Legg Mason Fund Adviser, Inc. inrättas för att hantera företagets flaggskeppsfond, Legg Mason Value Trust.
- 1983: Legg Mason, Inc. blir ett publikt bolag, med dess aktier (symbol: LM) noterat på New York-börsen.
- 2005: Legg Mason avslutar en transaktion med Citigroup, överlämnar sina privata klienter och kapitaltjänster i utbyte mot Citigroups kapitalförvaltningsverksamhet och gör Legg Mason till en ren kapitalförvaltare.
- 2008: Mark R. Fetting blir VD i bolaget och efterträder Raymond A. "Chip" Mason.
- 2009: Legg Mason firar 110 år i branschen.
- 2013: Joseph A. Sullivan blir VD i bolaget.

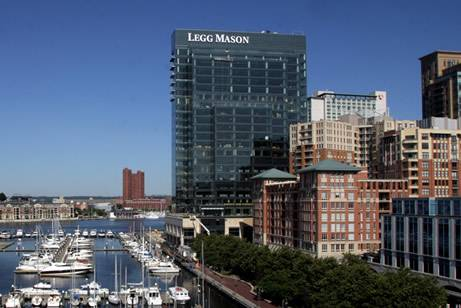
Legg Masons huvudkontor I Baltimore.

## Verksamhetsöversikt
Legg Mason verkar genom sina dotterbolag för kapitalförvaltning och anslutande tjänster till sina kunder, som omfattar institutioner samt privatpersoner. Enligt företagets multimanagermodell, arbetar varje dotterbolag med självständig investering, efter sin egen investeringsfilosofi som genomförs enligt egna processer.
Förutom att ge sina anställda med miljörelaterade volontärmöjligheter, genomför Legg Mason genomför också flera företagsinitiativ såsom:
- att vara medlem i Carbon Disclosure Project och delta i en årlig undersökning.
- producera sin årliga hållbarhetsredovisning baserat på Global Reporting Initiative.
- genomföra LEED-certifiering av huvudkontoret i Baltimore. Under 2010 uppnådde Legg Mason Tower LEED Certified Gold för det område det upptar i Harbor East.